# Mike Stepovich

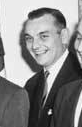
Mike Stepovich (1959)

Michael Anthony Stepovich oder Mike Stepovich (* 12. März 1919 in Fairbanks, Alaska; † 14. Februar 2014 in San Diego, Kalifornien) war ein US-amerikanischer Politiker (Republikanische Partei), der von 1957 bis 1958 Gouverneur des Alaska-Territoriums war. Er war väterlicherseits montenegrinischer sowie mütterlicherseits kroatischer Abstammung.

## Werdegang
Stepovich graduierte an der Notre Dame Law School. Danach heiratete er 1947 Matilda Stepovich. Er vertrat zwischen 1951 und 1952 den 4. Bezirk im territorialen Abgeordnetenhaus von Alaska, sowie von 1953 bis 1958 im territorialen Senat. Stepovich war zwischen 1957 und 1958 Gouverneur des Alaska-Territoriums. Anschließend kandidierte er 1958 für einen US-Senatssitz, wobei er eine Niederlage erlitt. Ebenso war es bei seiner Kandidatur für das Gouverneursamt 1962 und bei den republikanischen Vorwahlen für das Amt des Gouverneurs 1966. Stepovich war 1964 Delegierter bei der Republican National Convention für Alaska.

## Familie
Eines von Stepovichs Kindern ist Nick Stepovich (* 1958). Ferner ist er der Schwiegervater des früheren NBA-Basketballspielers John Stockton. Stepovich starb am 14. Februar 2014 in San Diego an den Folgen eines eine Woche zuvor erlittenen Sturzes im Alter von 94 Jahren.